# トルバチク山
トルバチク山（トルバチクさん、Tolbachik）とは、ユーラシア大陸のカムチャツカ半島に存在する複合火山である。トルバチク山は、この山の一番高い場所であるOstry Tolbachikという名で呼ばれが、同じカムチャッカ半島にen:Ostryという全く別の火山がある。

## 概要
トルバチク山は2つの火山から成る。1つは、Plosky Tolbachik（なだらかなトルバチク、標高3,085メートル）の楯状火山であり、もう1つは、Ostry Tolbachik（急峻なトルバチク、標高3,682メートル）の成層火山である。この火山は過去何千年にもわたって噴火を繰り返してきたことが知られている。それらの噴火の中で、1975年から1976年にかけて起こった噴火は、カムチャッカ半島の火山が起こした噴火としては、史上最大級の規模の噴火であったとされている。この噴火は「The Great Tolbachik Fissure Eruption（トルバチクの巨大割れ目噴火）」として一般に知られている。なお、この噴火の前には群発地震が発生したこともあり、ソビエト連邦の火山学学会の科学者達は、この噴火の予知に成功したことでも知られている。この1975年から1976年にかけての噴火によって噴出した玄武岩質の溶岩の量は、カムチャッカ半島の火山が1回の噴火で噴出したものとしては史上最大級であったとされる。この噴火の結果、幾つかの噴石丘が新しく形成された。
トルバチク山では、自然アルミニウム（Aluminium）、自然鉛 (Lead) 、自然スズ (Tin) 、自然ケイ素 (Silicon) 、自然チタン (Titanium) 、自然タングステン (Tungsten) といった他では見られない非常に稀な元素鉱物が産出する。

南南西から見たトルバチク山

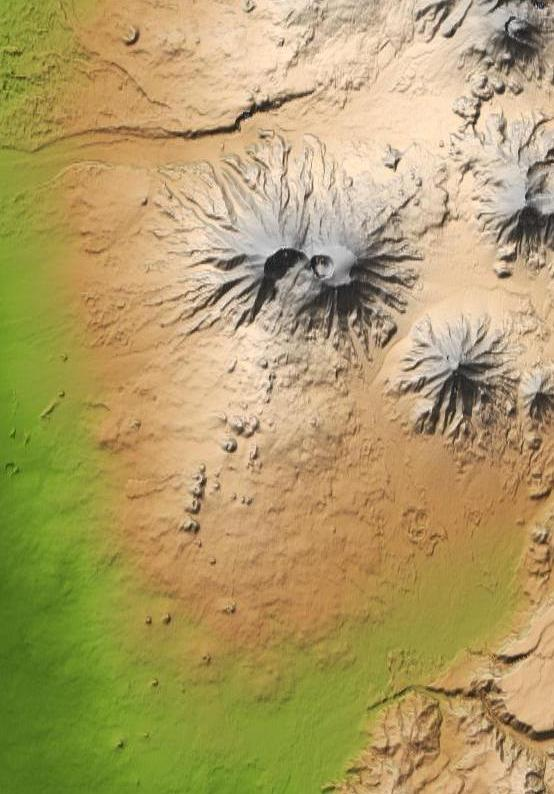
地形図
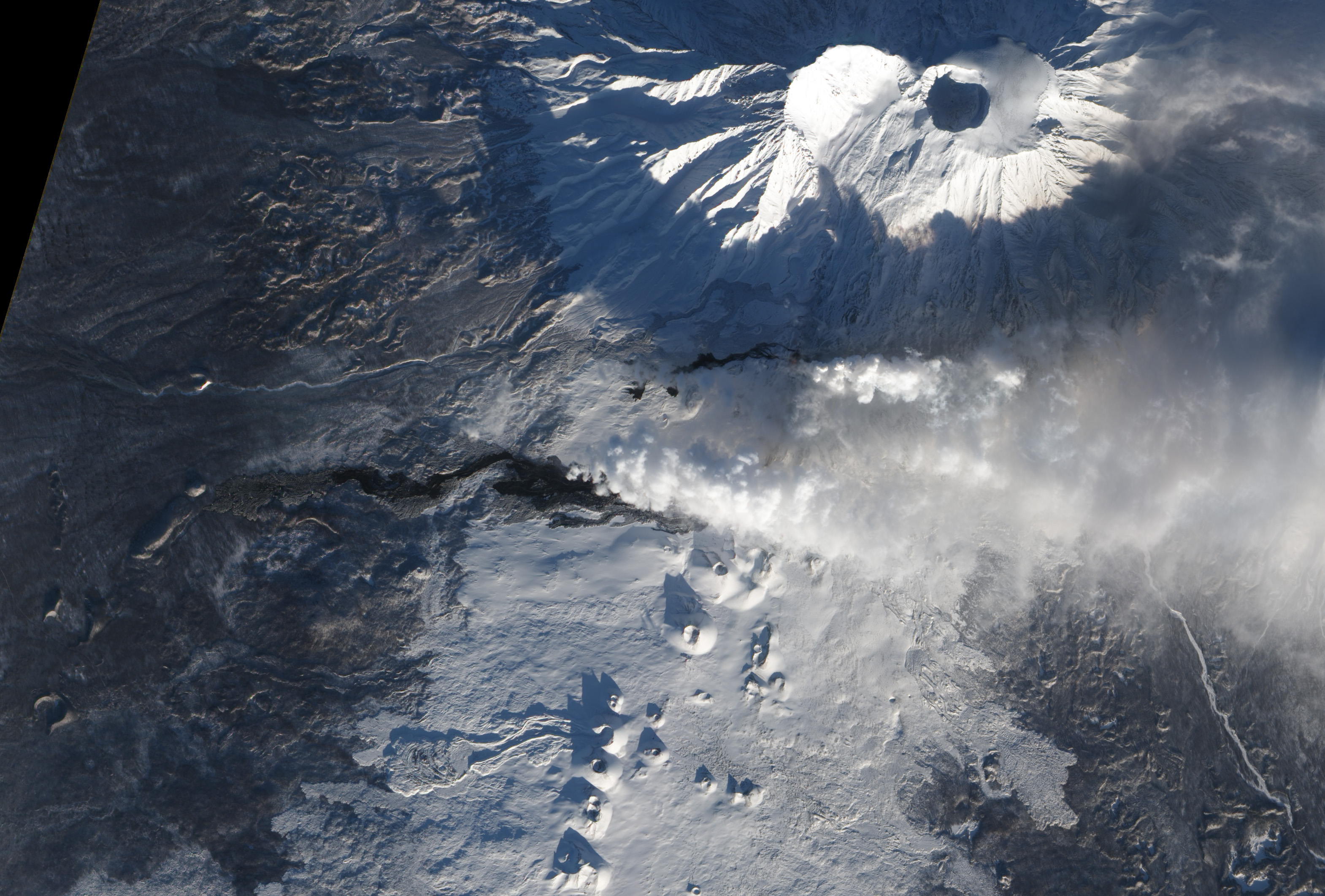
2012年12月
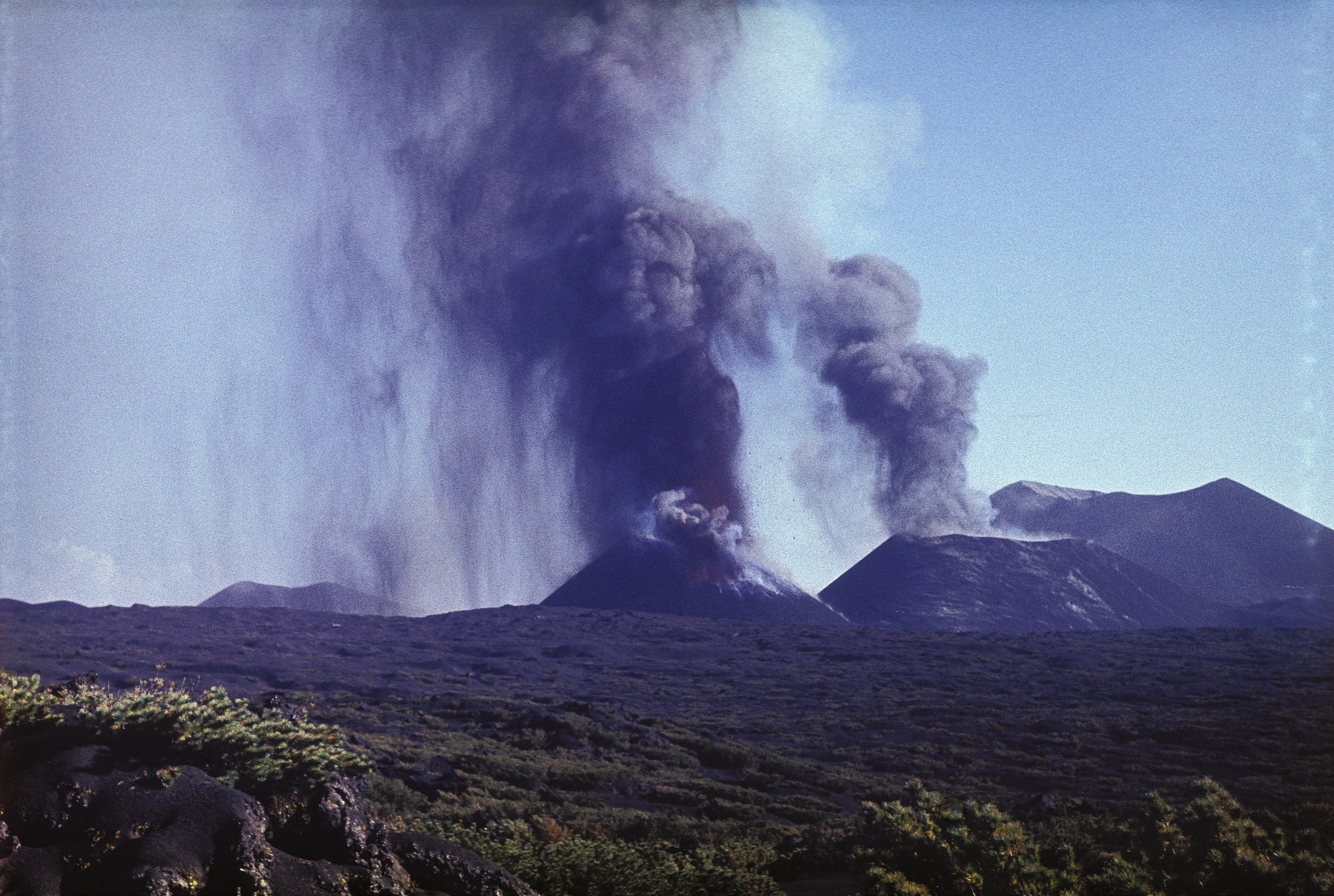
側火山（スコリア丘）の噴火、1975年
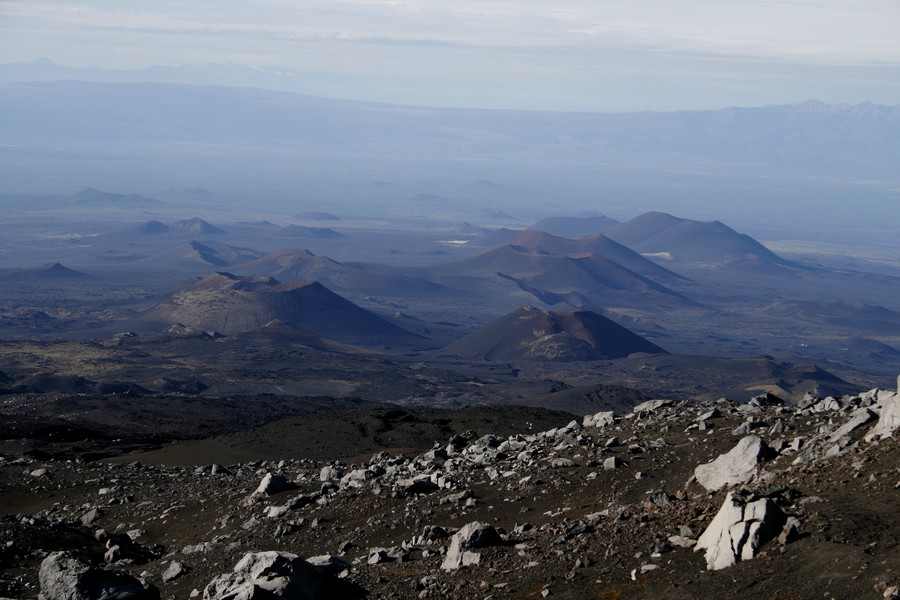
並ぶように形成されたスコリア丘